# Pilea spruceana
Pilea spruceana es una especie de planta del género Pilea, perteneciente a la familia Urticaceae.

## Taxonomía
Pilea spruceana fue descrita por Hugh Algernon Weddell en 1869.

## Distribución
Se encuentra en el territorio de Ecuador, Perú y Antillas venezolanas.